# Ḥanīf
Con il termine arabo ḥanīf (in arabo ﺣﻨﻴﻒ‎?) sono chiamati nella religione islamica i monoteisti che precorsero l'Islam. Il termine, negli scritti islamici, si riferisce più precisamente ai seguaci dell'originale e autentica religione monoteistica che fu di Ibrāhīm (il patriarca Abramo).
Con "hanif" si indicherebbe tuttavia anche tutta una serie di arabi che nel contesto dell'Arabia preislamica avrebbero iniziato a credere in un solo Dio, forse su influsso delle minoranze ebraiche e cristiane presenti nella penisola, rifiutando così il tradizionale pantheon arabo.

## Lista diḥanīf
L'Islam propone una lista di ḥanīf, ma occorre dire che su alcuni di essi non vi è pieno consenso.
- Adamo
- Dhū l-Qarnayn (Ciro il grande "bicorne", nella particolare accezione coranica che ne fa un precursore di Maometto)
- Nūḥ (Noè)
- Ibrāhīm (Abramo)
- Ismāʿīl (Ismaele, figlio di Ibrāhīm e della moglie-serva Hāgar)
- Isḥāq (Isacco, figlio di Ibrāhīm e della moglie Sara. Da lui discenderebbe ʿĪsā b. Maryam, ossia Gesù figlio di Maria)
- Yūnus (il Giona biblico)
- Ayyūb (il Giobbe biblico)
- Yaʿqūb (il Giacobbe biblico, chiamato successivamente Isrāʾīl, Israele)
- Mūsā (Mosè)
- Idrīs (forse Esdra, o Enoch[2])
- Dāwūd (Davide, re d'Israele)
- Sulaymān (Re Salomone)
- Ashʿiyāʾ (il profeta Isaia)
- Armāyā (il profeta Geremia, talvolta identificato con il misterioso al-Khiḍr coranico)
- Dānyāl (il profeta Daniele)
- Sofonia
- Hāshim b. ʿAbd al-Manāf (bisnonno di Maometto)
- Abd al-Muttalib (nonno di Maometto)
- ʿAbd Allāh b. ʿAbd al-Muṭṭalib (padre di Maometto)
- Abū Ṭālib b. ʿAbd al-Muṭṭalib (zio paterno di Maometto)
- Maometto
- ʿAlī b. Abī Ṭālib (cugino, genero, figlio adottivo e fratello elettivo di Maometto e primo Imām sciita)
- Sa'ìd b. Zayd

Secondo il primo biografo di Maometto, Ibn Isḥāq, i seguenti personaggi sono indicati come ḥanīf:
- Zayd ibn ʿAmr ibn Nufayl
- Waraqa ibn Nawfal cugino di Khadīja bt. Khuwaylid, convertitosi secondo alcune altre fonti poi al Cristianesimo.
- ʿUthmān ibn Ḥuwarith: convertito poi al Cristianesimo
- ʿAbd Allāh ibn Jaḥsh: tra i primi a convertirsi all'Islam. Prese parte alla "piccola Egira" in Abissinia e morì più tardi nella battaglia di Uḥud.

Ḥanīf ostili all'Islam secondo Ibn Isḥāq:
- Abū ʿĀmir ʿAbd ʿAmr ibn Sayfī: esponente della tribù medinese dei B. Aws e propugnatore della cosiddetta "moschea dello scisma" a Medina (per cui si veda Cor., 9:107 e poi alleato con i Quraysh; infine trasferitosi a Ta'if e in Siria all'epoca delle prime conquiste islamiche sotto il Califfato di ʿUmar b. al-Khaṭṭāb
- Abū Qays ibn al-Aslat

Con il termine arabo sharīf si indicano, invece, i nobili discendenti in linea diretta del profeta Maometto.